# Tears and Rain
Pistes de Back to Bedlam
Goodbye My Lover Out of My Mind
Tears and Rain est une chanson du Britannique James Blunt, figurant sur son premier album Back to Bedlam. On trouve sur ce titre Guy Chambers à la guitare, qui n'est autre que le célèbre coauteur de tous les titres de Robbie Williams.